# Орден Заслуги в обороне и безопасности
Орден Заслуги в обороне и безопасности — государственная награда Сербии.

## История
Орден Заслуги в обороне и безопасности был учреждён Законом 26 октября 2009 года «О наградах Республики Сербии» как награда за безупречную службу, которая является примером честного исполнения долга и выполнения задач в области обороны и безопасности Сербии.
Орден присуждается указом Президента Сербии и вручается, как правило, в День государственности ежегодно 15 и 16 февраля, и может вручаться как физическим лицам, так и организациям и учреждениям.

## Степени
Орден имеет три класса:
- Кавалер ордена 1 степени — знак ордена на чрезплечной ленте, звезда ордена на левой стороне груди.
- Кавалер ордена 2 степени — знак ордена на шейной ленте.
- кавалер ордена 3 степени — знак ордена на нагрудной ленте, сложенной треугольником.

## Описание
Знак ордена — золотой прямой крест белой эмали с каймой синей эмали и золотым бортиком наложенный на косой крест красной эмали с золотым бортиком и обременённый двумя золотыми мечами. В центре креста геральдический щит красной эмали с крестом белой эмали и золотыми геральдическими огнивами по сторонам от него.
Знак при помощи кольца крепится к орденской ленте.
Звезда ордена серебряная восьмиконечная, формируемая пучками разновеликих двугранных заострённых лучиков, расположенных пирамидально. В центре звезды знак ордена.
Лента ордена шёлковая муаровая, состоящая из шести равновеликих чередующихся полос красного и белого цвета.

### Символы
Символами ордена являются орденские планки.
| Орденские планки         | Орденские планки         | Орденские планки         |
| ------------------------ | ------------------------ | ------------------------ |
| Кавалер ордена 1 степени | Кавалер ордена 2 степени | Кавалер ордена 3 степени |
|                          |                          |                          |
|                          |                          |                          |